# Інцидент з корветом «Чхонан»

Розташування острова Пеннендо (червоний) в Жовтому морі

Інцидент з корветом «Чхонан» — потоплення корвету «Чхонан» південнокорейського флоту коло острова Пеннендо в Жовтому морі 26 березня 2010 року. В катастрофі загинули 46 моряків з 104 членів екіпажу.
Згідно з доповіддю міжнародної експертної комісії від 20 травня 2010 року, корвет був потоплений внаслідок торпедної атаки північнокорейського надмалого підводного човна.
За підсумками розслідування інциденту, проведеного південнокорейською стороною, провина за інцидент була покладена на КНДР. Імовірно корвет був торпедований північнокорейським підводним човном. У той же час офіційний Пхеньян заперечив свою участь у події.
У результаті Північна і Південна Кореї розірвали відносини, і закрили кордон. Сеул ввів щодо КНДР ряд економічних санкцій. Вашингтон заявив про свою підтримку Південної Кореї і готовності захищати країну в разі військової агресії з боку КНДР.

## Інцидент
Південнокорейський острів Пеннендо розташований у Жовтому морі за 16 км від північнокорейського узбережжя, на захід від демаркаційної лінії, яка розділяє РК та КНДР. Околиці острова є зоною підвищеної напруги в стосунках між двома країнами, обидві сторони вважають їх своїми територіальними водами.
26 березня 2010 року біля корми корвету «Чхонан» стався вибух, за декілька хвилин човен потонув. Врятувались 58 моряків зі 104 членів екіпажу, 46 загинули..

## Рятувальні роботи
До рятувальної операції були залучені 6 південнокорейських військових кораблів, 2 човна берегової охорони, 4 одиниці ВМФ США (на прохання президента РК), всього в операції брали участь 22 човни.
Було врятовано 58 моряків, в тому числі капітана. 29 березня в 50 метрах від місця катастрофи за допомогою сонара знайшли рештки корпусу корвета. Під час рятувальних робіт загинув один аквалангіст, внаслідок зіткнення з камбоджійськими рибалками затонув залучений до пошуків приватний човен, екіпаж з 9 чоловік пропав безвісти.
24 квітня частину корпусу корвета підняв плавучий кран.

## Оцінка подій Фіделем Кастро
Лідер кубинської революції Фідель Кастро у своїй колонці в кубинських ЗМІ 4 червня 2010 звинуватив США у нападі на південнокорейський корвет «Чхонан». На думку Кастро, «Чхонан» був атакований і затоплений американським морським спецназом. Метою США була дискредитація Північної Кореї, а також отримання додаткового аргументу на переговорах про військовій базі США на Окінаві. Крім того, на його думку, таким чином Вашингтону вдалося спровокувати відставку в Японії уряду Юкіо Хатоями.

## Виноски
1. ↑  Південнокорейський корвет потонув через «безконтактний зовнішній вибух». Архів оригіналу за 5 березня 2016. Процитовано 23 травня 2010.
2. ↑  Фидель Кастро обвинил США в атаке на корвет"Чхонан". Архів оригіналу за 8 червня 2010. Процитовано 3 грудня 2010.